# Đức Huệ
Đức Huệ là một xã thuộc tỉnh Tây Ninh, Việt Nam.

## Địa lý
Xã Đức Huệ có vị trí địa lý:
- Phía đông giáp xã Hòa Khánh và xã Đức Hòa.
- Phía tây giáp xã Bình Thành.
- Phía nam giáp xã Tân Long và xã Thạnh Lợi.
- Phía bắc giáp xã Đông Thành và xã Hiệp Hòa.

Xã Đức Huệ có diện tích tự nhiên là 134,13 km², quy mô dân số năm 2025 là 22.930 người.

## Lịch sử

### Năm 1975
- Sau ngày 30 tháng 4 năm 1975, các xã Bình Hòa Bắc, Bình Hòa Nam và Bình Thành thuộc huyện Đức Huệ, tỉnh Long An.

### Năm 2025
- Ngày 12 tháng 6 năm 2025, Quốc hội khóa XV ban hành Nghị quyết số 202/2025/QH15 về việc sắp xếp đơn vị hành chính cấp tỉnh[4]. Theo đó, sắp xếp toàn bộ diện tích tự nhiên, quy mô dân số của tỉnh Long An và tỉnh Tây Ninh thành tỉnh mới có tên gọi là tỉnh Tây Ninh.

- Ngày 16 tháng 6 năm 2025, Ủy ban Thường vụ Quốc hội khóa XV ban hành Nghị quyết số 1682/NQ-UBTVQH15 về việc sắp xếp các đơn vị hành chính cấp xã của tỉnh Tây Ninh năm 2025[5]. Theo đó, sắp xếp toàn bộ diện tích tự nhiên, quy mô dân số của của các xã Bình Hòa Bắc, Bình Hòa Nam và Bình Thành thành xã mới có tên gọi là xã Đức Huệ.